# Frigga flava
Frigga flava là một loài nhện trong họ Salticidae.
Loài này thuộc chi Frigga. Frigga flava được Frederick Octavius Pickard-Cambridge miêu tả năm 1901.